# Square Saint-Romain
Le square Saint-Romain est une voie située dans le 6e arrondissement de Paris, en France.

## Origine du nom

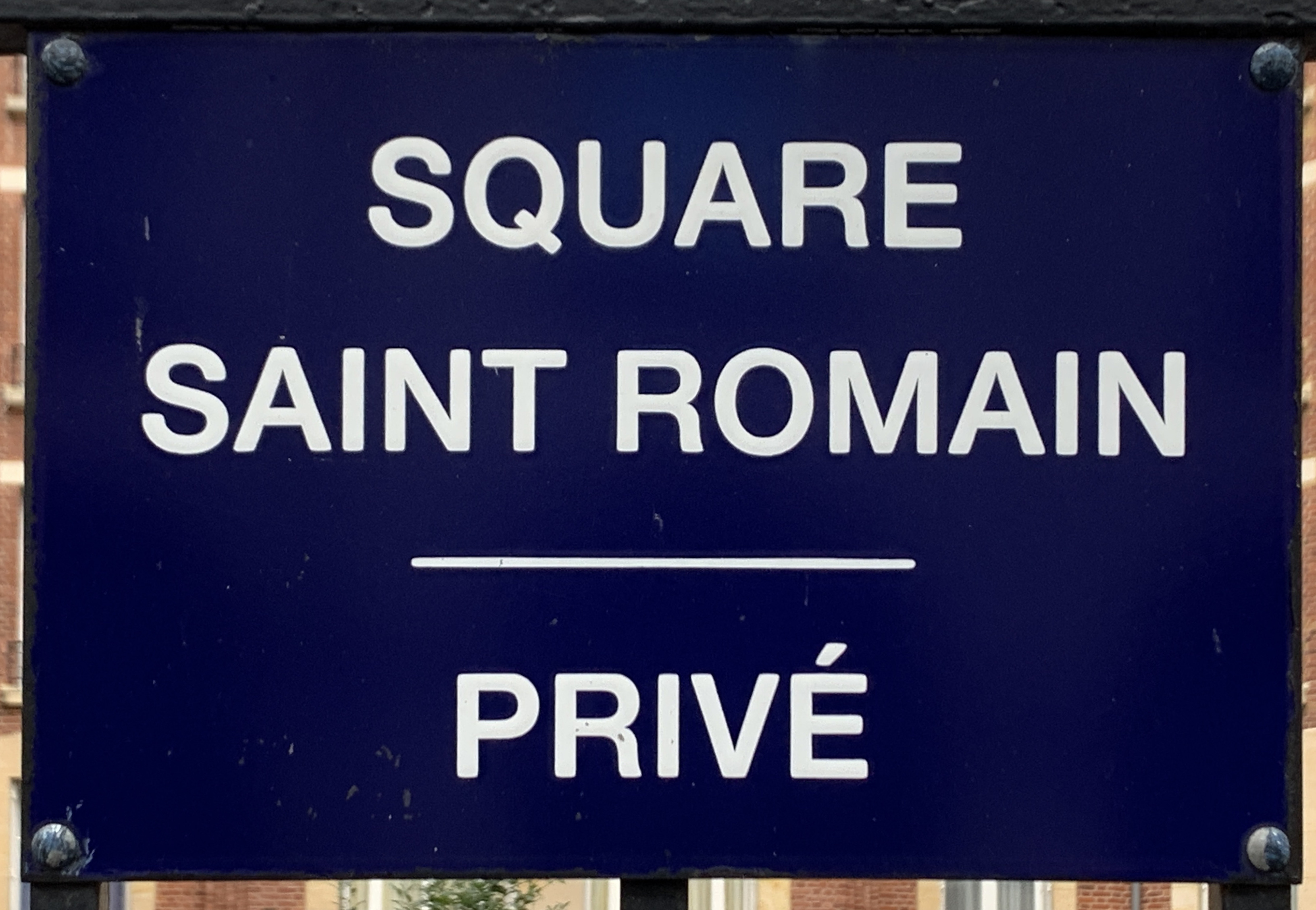
Plaque du square.